# Jacob ter Veldhuis
Jacob ter Veldhuis (Groninga, Países Bajos; 14 de noviembre de 1951), también conocido como JacobTV, es un compositor académico neerlandés. Creador de música electrónica que combina instrumentos musicales con elementos sonoros que provienen de la cultura pop, por lo que se autonombra como un compositor de 'avant-pop'.

## Biografía
Jacob ter Veldhuis nació en la comunidad de Westerlee, en Groninga, Países Bajos, el 14 de noviembre de 1951.

### Formación musical
Comenzó como compositor de 'avant pop' y como música de rock. Estudió varios instrumentos, como las percusiones, la flauta, el corno francés y el piano. Estudió educación musical en el Conservatorio de Groninga, del cual se graduó en 1980. Asimismo estudió composición con Willem Frederik Bon y música electrónica con Luctor Ponse.También trabajó como bibliotecario y profesor.

### Trabajo como compositor
Entre 1981 y 1983, compuso su primera Sinfonía para orquesta y cinco percusionistas, estrenada por la Northern Philharmonic Orchestra. En 1984 se comienza a concentrar solamente en la composición, haciendo obras como Insonnia (1986), Drei Stille Lieder (1991), y Diverso Il Tempo (1991), que tuvieron una buena recepción. En 1992, hizo una residencia como compositor en Darmstädter Ferienkurse; sin embargo, él mismo señala que esta residencia no fue tan interesante para su formación como compositor. En general, no se siento cómodo en una sola escena musical, ni en el rock, el jazz, el avant-harde; por lo que se comenzó a definir como "avant-pop".

## Estilo musical
A partir de su formación heterogénea, Ter Veldhuis fue rechazando un aspecto del avantgarde musical, que era la abstracción musical a partir de la disonancia del siglo XX que desligo a las audiencias de los compositores. Por esta razón, quería crear una música que llegara a más gente, y no sólo a una élite. Comenzó a hacer música que fuera fácil de relacional, al usar sampleo de audios que provienen del habla humana y que transmiten al mismo tiempo un mensaje a partir de un contexto modal y tonal. Asimismo utiliza ritmos sincopados que provienen del pop, modalidad, repetición, melodías, así como el uso de melodías, así como efectos sonoros y batería.A todo este arsenal de sonidos, el compositor lo llama 'boombox repertoire' (repertorio boombox), que además proviene de la cultura pop estadounidense: música, televisión, etc.
Se le ha llamado "el Andy Warhol de la nueva música', por las combinaciones que hace con sonidos electrónicos y musicales. También a su música se le ha llamado 'ultratonal'. Otro aspecto característico de Veldhuis son sus obras 'boombox' en la que utiliza instrumentos musicales que interpretan en vivo con bandas sonoras de base basadas en melodías con voz.
Se le considera como un compositor en los márgenes o proscrito del ámbito tradicional, e incluso "hace que muchos artistas de hip-hop parezcan tranquilos", según el Wall Street Journal.
En su pieza para flauta o flauta alto, Lipstick, de 1998, Veldhuis utiliza una pista grabada de fondo, que está formada por fragmentos de voces de la cultura popular estadounidense.
Su pieza para saxofón y electrónica, GRAB IT!, compuesta en 1999, se ha convertido en parte del repertorio estándar del saxofón contemporáneo. Fue estrenada en el 2000, en Montreal, en el World Saxophone Congress. La pieza es un ejemplo de 'boombox', en la que el saxofón toca de forma enfrentada a una grabación que proviene de voces de convictos de por vida en una prisión. La grabación de la pista proviene del documental Scared Straight (1978). Al principio de la obra las frases son muy cortas, y conforme avanza se van alargando hasta que es posible entender todo el mensaje, la historia de un convicto que se suicida. El compositor señala que a pesar del mensaje triste del texto, el mensaje final es: "Life is worth living: Grab it!"

## Premios y reconocimientos
- 1980: Premio de composición de Países Bajos.[1]
- 2015: BUMA Classical Award.[1]

## Discografía
- Ship Of The Street, Do Records, 1983[8]
- Diverso Il Tempo, BV Haast Records, 1993[9]
- Pierino - Music For A Magic Clown, Meilton, 1994[10]
- Lucebert – Van Grote En Kleine Vogels, BV Haast Records, 1996[11]
- There Must Be Some Way Out of Here, Netherlands Quartet, Emergo Classics, 1997[12]
- Heartbreakers, Emergo Classics, 2001[13]
- Paradiso (Oratorio), Chandos, 2003[14]
- Box Three: Suites Of Lux: Strings, Basta, 2007[15]
- Box Two: Shining City, Basta, 2007[16]
- Rainbow: Box One, Basta, 2007[17]
- Pitch Black, PRISM Quartet, Innova Recordings, 2008[18]
- The Body Of Your Dreams: Groningen Guitar Duo Plays JacobTV, Basta, 2008[18]
- Buku Of Horn: Arno B Plays JacobTV, Basta, 2008[19]
- JacobTV: Complete Solo Piano Music, Brilliant Classics, 2014[20]

### Antologías
- Groningen Guitar Duo - Duo Recital, Ottavo, 1989[21]
- Groningen Guitar Duo - Riversong, Ottavo, 1989[22]
- More New Blues For Piano, NM Extra, 2001[23]
- Cuarteto Möebius – L'Actuel, La Mà De Guido, 2017[24]